# Chirnside
Chirnside è un villaggio collinare nel Berwickshire, in Scozia, 9 miglia (14 km) a ovest di Berwick-upon-Tweed e 7 miglia (11 km) a est di Duns.

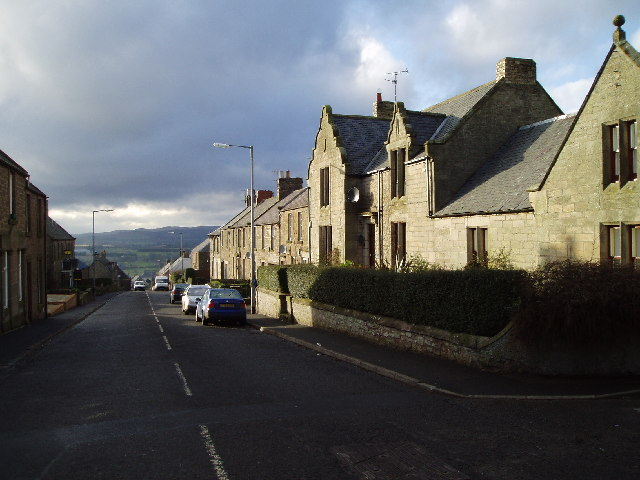
Strada principale di Chirnside

Il caratteristico dialetto tradizionale della lingua scozzese parlato a Chirnside fu oggetto di uno studio del dialettologo svizzero Paul Wettstein, pubblicato nel 1942. Nel dialetto Chirnside si pronuncia "Churn-side".